# Loto FC
Der Loto Football Club ist ein beninischer Fußballverein aus Grand-Popo, Ouémé.

## Geschichte
Der Verein wurde 1996 als Adjobi Football Club in Sakété, der Hauptstadt des Département Plateau als repräsentatives Team der Hochschule für Verwaltung und Wirtschaft gegründet. 2016 wurde der Verein in École Supérieure d'Administration et d'Économie Football Club, kurz ESAE FC, umbenannt. 2021 wurde der Verein in Loto FC umbenannt. 2019 gewann der Verein den beninischen Fußballpokal. Die erste Meisterschaft gewann der Verein 2021.

## Erfolge
- Beninischer Meister: 2021
- Beninischer Pokalsieger: 2019

## Stadion
Der Verein trägt seine Heimspiele im Stade Omnisports de Grand-Popo in Grand-Popo aus.

## Trainerchronik
| Trainer          | Nation | von            | bis            |
| ---------------- | ------ | -------------- | -------------- |
| Rachad Chitou    | Benin  | 2. März 2021   | 28. April 2021 |
| Mathias Déguénon | Benin  | 29. April 2021 |                |